# Tel Charašim
Tel Charašim (hebrejsky: תל חרשים) je vrch o nadmořské výšce 690 metrů v severním Izraeli, v Horní Galileji.
Nachází se cca 1 kilometr jižně od města Peki'in. Má podobu odlesněného kužele, jehož svahy převážně zabírají zemědělské pozemky. Na západním úbočí vyrostla obytná čtvrť pro drúzské vojenské vysloužilce Šchunat Chajalim Mešuhrarim. Na vrcholu prokázaly archeologické výzkumy starověké židovské osídlení včetně dílny na zpracování kovů. Z východu a severu je vrch ohraničen údolím vádí Nachal Peki'in, na jižní straně stojí v zalesněné zvlněné krajině novověká vesnice Charašim a u ní vrch Har Šezor. Za ním již leží hrana mohutného terénního zlomu Matlul Curim s výškovým rozdílem přes 400 metrů, jenž odděluje náhorní planinu Horní Galileje od údolí Bejt ha-Kerem. V bližším okolí Tel Charašim se nachází několik podobných pahorků. Západně odtud, na okraji města Kisra-Sumej je to například Har Pelech.